# Piromis congoense
Piromis congoense är en ringmaskart som först beskrevs av Grube 1877.  Piromis congoense ingår i släktet Piromis och familjen Flabelligeridae. Inga underarter finns listade i Catalogue of Life.